# Bruck in der Oberpfalz
Pour les articles homonymes, voir Bruck.
Bruck in der Oberpfalz est une commune de Bavière (Allemagne), située dans l'arrondissement de Schwandorf, dans le district du Haut-Palatinat.
La commune est jumelée avec la commune française de Malesherbes (Loiret).